# 德雷克角
69°13′S 158°15′E / 69.217°S 158.250°E
德雷克角（英語：Drake Head）是南極洲的海岬，位於奧次地，處於戴維斯灣入口處的西部，該海灣在1911年2月被英國的探險隊發現，現時由南極條約體系管理。